# Roger de Mortimer (Adliger, † 1214)
Roger de Mortimer († vor 19. August 1214) war ein anglonormannischer Adliger.

## Herkunft, Jugend und Erbe
Roger de Mortimer entstammte der anglonormannischen Familie Mortimer. Er war der zweite Sohn von Hugh II de Mortimer und von dessen Frau Matilda. Als junger Ritter unterstützte er während der Rebellion von 1173 bis 1174 König Heinrich II. Der König belohnte ihn daraufhin mit einer Pension, die aus königlichen Gütern in Worcestershire gezahlt wurde, solange er weiter im Dienst des Königs stand. 1179 töteten jedoch Mortimers Gefolgsleute Cadwallon ap Madog, den walisischen Fürsten von Maelienydd. Da dieser auf der Rückreise von Verhandlungen am Königshof war und der König ihm freies Geleit zugesichert hatte, wurde Roger verhaftet. Er verlor seine Pension und befand sich noch im Gefängnis, als sein Vater 1180 oder 1181 starb. Da sein älterer Bruder Hugh bereits gestorben war, erbte nun Roger die umfangreichen Besitzungen der Familie in England, den Welsh Marches und in der Normandie. Er wurde vielleicht dennoch erst 1182 freigelassen.

## Eroberung von Maelienydd
Sein Leben lang kämpfte Mortimer gegen die walisischen Fürsten um die Herrschaft in den mittleren Welsh Marches. 1195 gelang es ihm mit Unterstützung der Krone, das lange umkämpfte Maelienydd wieder zu erobern. Zur Sicherung seiner Herrschaft ließ er Cymaron Castle ausbauen. 1196 wurden Mortimer und der mit ihm verbündete Baron Hugh de Sai in einer Schlacht bei Radnor von den Walisern unter Lord Rhys, dem Fürsten von Deheubarth geschlagen. Dabei erlitt ihr Heer schwere Verluste. 1199 machte er zugunsten von Cwmhir Abbey in Powys eine Schenkung, um der Ritter und Soldaten zu gedenken, die bei der Eroberung von Maelienydd gefallen waren. Trotz dieser Rückschläge und offensichtlichen Verluste konnte Mortimer seine Herrschaft in Maelienydd behaupten und galt 1202 als bedeutendster Machthaber in Mittelwales.

## Rolle während der Herrschaft von Richard I. und von Johann Ohneland
In England wurde Mortimer 1191 von William de Longchamp beschuldigt, sich mit den Walisern gegen den König verbündet zu haben. Da König Richard unterwegs auf seinem Kreuzzug und Longchamp als Justiciar den König vertrat, musste Mortimer ins Exil gehen. Nach dem Chronisten Richard of Devizes blieb er drei Jahre lang im Exil, doch wahrscheinlich war sein Exil in Wirklichkeit kürzer. Möglicherweise unterstützte er zunächst Graf Johann von Mortain, einen Bruder des Königs. Diesem gelang es im Herbst 1191, Longchamp zu stürzen, der nun selbst ins Exil gehen musste. Johann von Mortain rebellierte 1194 erfolglos gegen seinen Bruder Richard, doch offenbar hatte sich Mortimer zuvor wieder dem zurückgekehrten König angeschlossen. 1194 gehörte er zum Heer von Richard in Frankreich, und auf Befehl des Königs unterstützte der Justiciar Hubert Walter 1195 Mortimer im Kampf um Maelienydd. Nachdem Johann von Mortain 1199 als Nachfolger seines Bruders König geworden war, blieb Mortimer ihm loyal bis zu seinem Tod. Der König erließ ihm 1202 die Schuld von £ 400, die Mortimer bereits von seinem Vater geerbt hatte. Mortimer kämpfte im Krieg des Königs gegen Frankreich in der Normandie. Durch die Eroberung der Normandie durch Frankreich bis 1204 verlor auch er seine Besitzungen in dem Herzogtum. 1205 wurde Mortimer gefangen genommen, als er versuchte, Dieppe zurückzuerobern. Erst gegen die Zahlung eines Lösegelds von 1000 Mark kam er wieder frei. Auch danach blieb er ein Unterstützer des Königs, gegen dessen Herrschaft andere Adlige zunehmend aufbegehrten. Als der König 1210 einen Feldzug nach Irland unternahm, um eine Rebellion von William de Braose niederzuschlagen, unterstützte Mortimer den Feldzug mit seinen Rittern, obwohl Braose der Schwiegervater von einem seiner Söhne war. Schwer erkrankt, übertrug er 1214 noch vor seinem Tod seine Ländereien seinem ältesten Sohn.

## Ehe und Nachkommen
Roger de Mortimer hatte Isabella de Ferrers geheiratet, eine Tochter von Walcheline de Ferrers. Er hatte mindestens zwei Söhne und eine Tochter, darunter:
- Hugh III de Mortimer († 1227)
- Ralph de Mortimer (um 1185 oder um 1190–1246)

Als junger Mann hatte Mortimer versucht, die Schenkungen seines Vaters zugunsten von Wigmore Priory rückgängig zu machen. Als er jedoch erlebte, wie feierlich die Mönche den Jahrestag des Todes seines Vaters begingen, änderte er sein Verhältnis zu dem Kloster. Nach seinem Tod wurde er ebenfalls in Wigmore Priory beigesetzt. Sein Erbe wurde sein ältester Sohn Hugh, nach dessen Tod erbte sein jüngerer Sohn Ralph die Besitzungen der Familie.